# 美洲黄莲
美洲黄莲（学名：Nelumbo lutea），又名黃蓮花、美国莲，是莲科莲属植物，自然分布於美国东南部、墨西哥、洪都拉斯和加勒比地区等地。

## 特征
美洲黄莲与荷花一样是挺水植物，生长在湖泊、沼泽以及洪涝地区。根茎陷在淤泥中，但花和叶挺立在水面上。叶柄长度可达2米或更长，末端是宽而圆的大叶片，直径50－80厘米。花芬芳，雌雄同体，直径达25厘米，高出水面1－1.5米。花瓣12枚，长1－13厘米，最外层1－5枚花瓣保持得较为长久。花药长1－2厘米，离生心皮多数。授粉由甲虫完成。果实多数，球形，长10－16毫米，宽8－13毫米。
花期为春末至夏季。花色为白色至淡黄色，种加词lutea意为黄色的，反映了此特征。

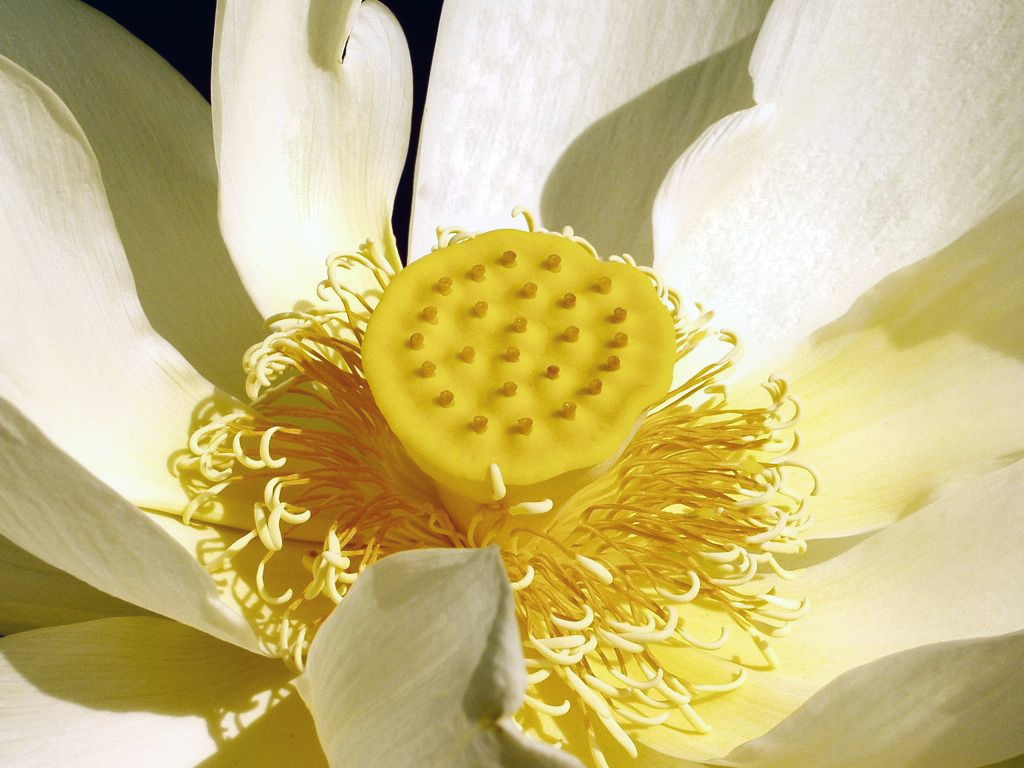
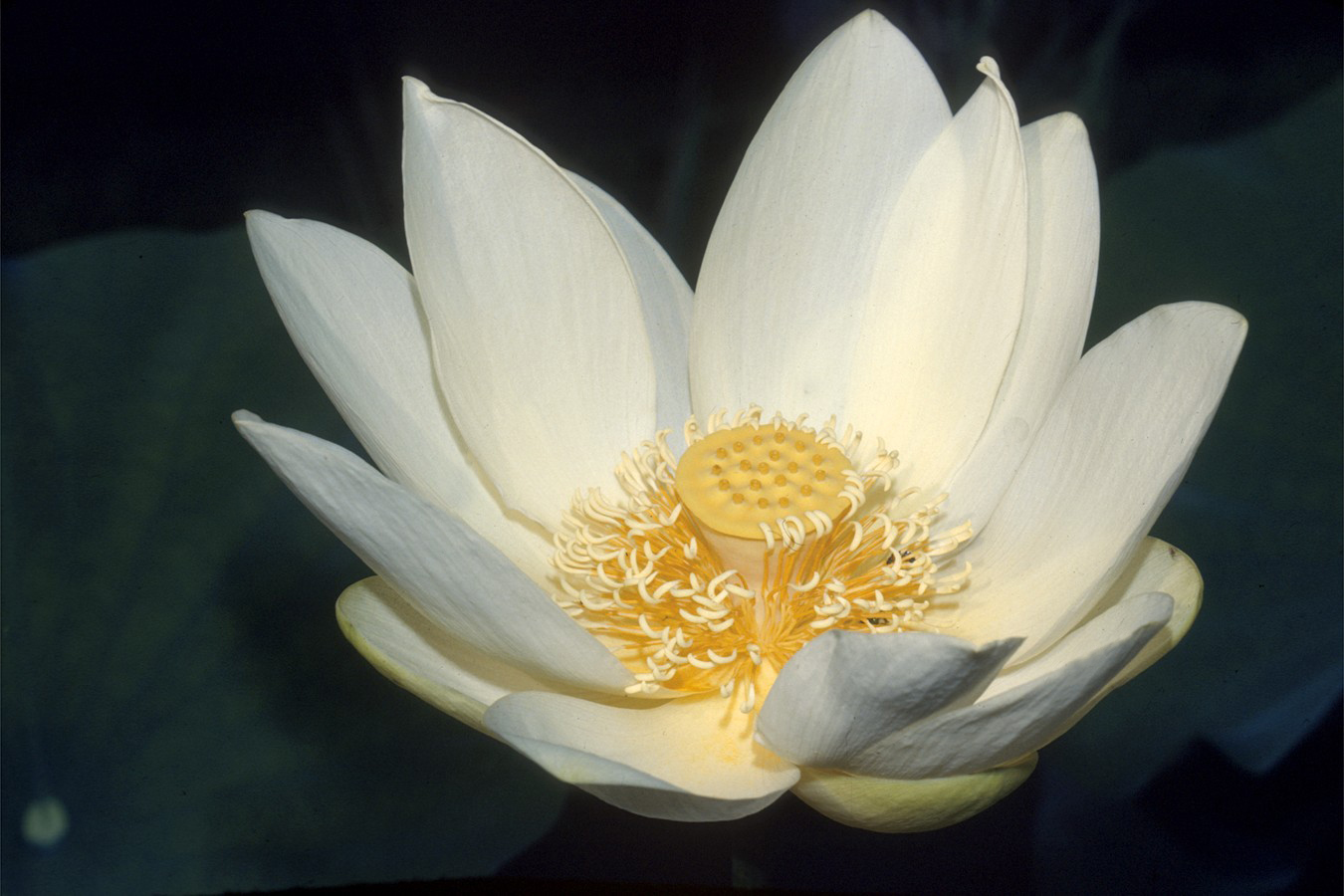
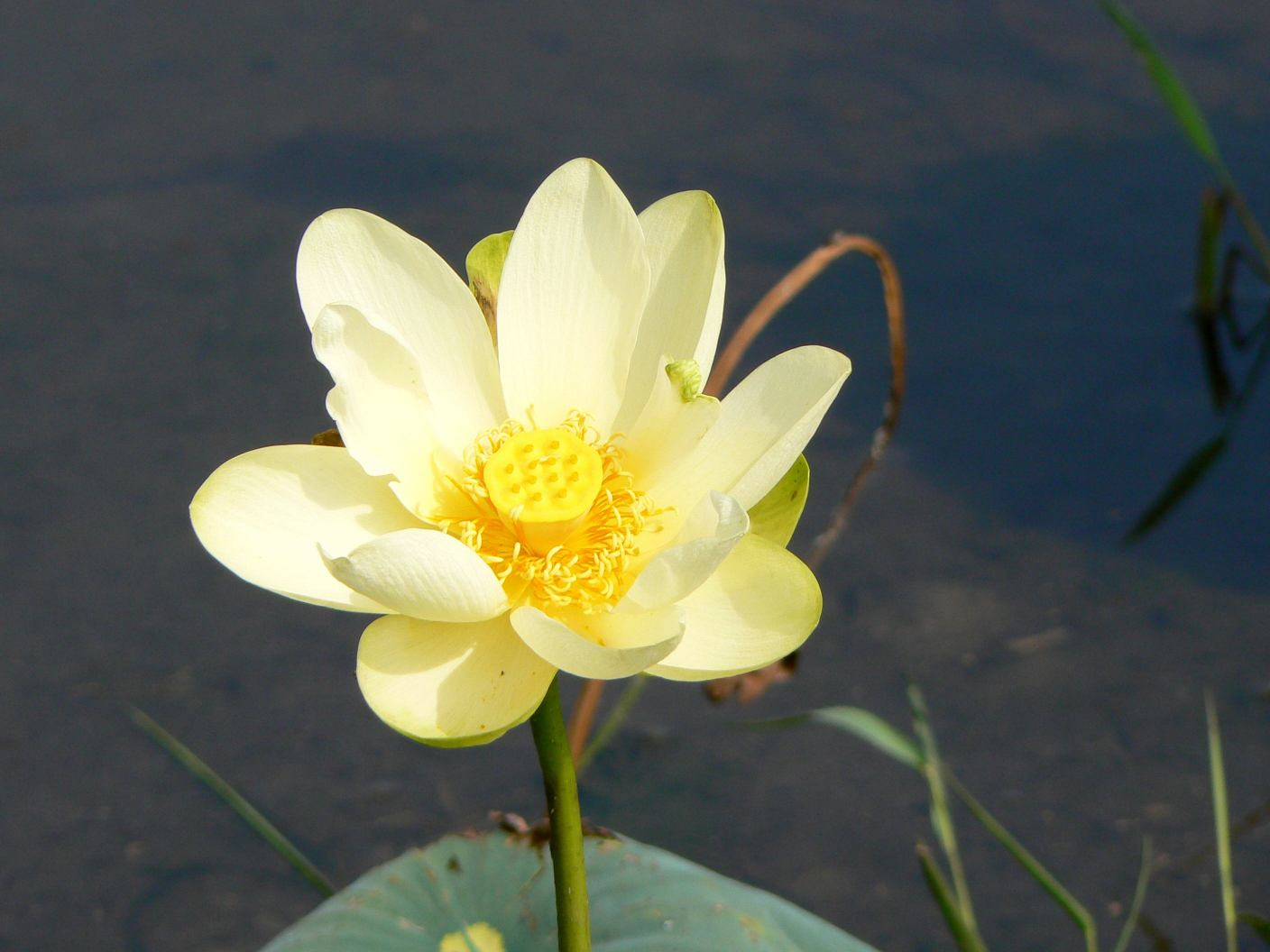
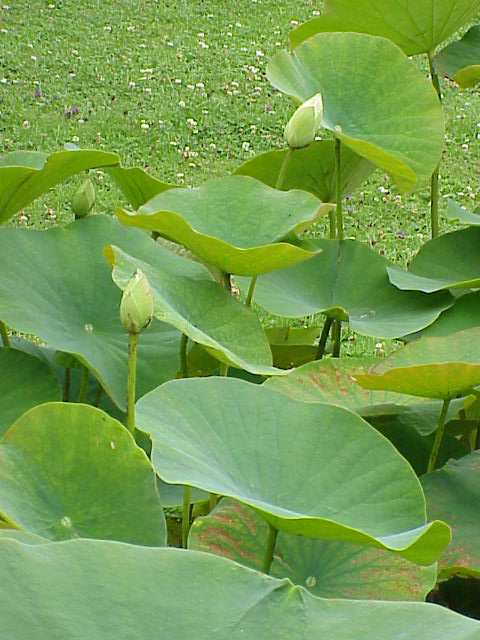

## 食用
美国原住民将美洲黄莲的莲藕作为食物，Miami-Illinois语中称为“macoupin”。 美洲黄莲的分布区正在向美国北部扩张，因为美国原住民将这种植物作为食物，可能是由他们携带到美国北部。

## 繁殖
美洲黄莲是广泛种植的观花、观叶植物，其通过根状茎和种子繁殖，在某些地区已经成为入侵植物。美洲黄莲常与莲花杂交，产生了很多杂交种。种子可以通过划破种子尖端的种皮後浸泡在水中来繁殖，或者是通过分割根茎的方法来繁殖。